# Katarzyna Duczkowska-Małysz
Katarzyna Barbara Duczkowska-Małysz (ur. 1947) – polska ekonomistka i wykładowca akademicki, profesor nauk ekonomicznych, wiceminister rolnictwa.

## Życiorys
Po ukończeniu studiów uzyskiwała kolejne stopnie naukowe doktora i doktora habilitowanego. W 2002 otrzymała tytuł profesora nauk ekonomicznych.
Była pracownikiem naukowym Instytutu Rozwoju Wsi i Rolnictwa PAN. Później zawodowo związana ze Szkołą Główną Handlową w Warszawie. Kierowała na tej uczelni Katedrą Rozwoju Obszarów Wiejskich. Wykładała również m.in. w PWSZ w Płocku i w Szkole Wyższej Alamer. Została profesorem w płockiej filii Politechniki Warszawskiej. W pracy naukowej zajęła się zagadnieniami z zakresu polityki regionalnej, rozwoju obszarów wiejskich i zarządzaniu projektami Unii Europejskiej.
W latach 1994–1997 była podsekretarzem stanu w Ministerstwie Rolnictwa i Gospodarki Żywnościowej. Później wchodziła w skład zespołów doradczych ds. rolnictwa powoływanych w Kancelarii Prezydenta w czasie kadencji Aleksandra Kwaśniewskiego. Zaangażowała się w działalność ruchu społecznego Kongres Kobiet, została członkinią rady programowej powołanego na jego bazie stowarzyszenia.
W 2005, za wybitne zasługi w działalności publicznej, za osiągnięcia w pracy zawodowej i społecznej, została odznaczona przez prezydenta Aleksandra Kwaśniewskiego Krzyżem Komandorskim Orderu Odrodzenia Polski.

## Wybrane publikacje
- Ziemia w polityce rolnej PRL (społeczno-ekonomiczne aspekty gospodarowania), Wrocław 1985, ISBN 83-04-02027-0.
- Przedsiębiorczość na obszarach wiejskich. W stronę wsi wielofunkcyjnej (red.), Warszawa 1993, ISBN 83-85369-22-8.